# EuroBillTracker
EuroBillTracker (EBT) je spletna stran, ki je namenjena spremljanju evro bankovcev. Stran je bila izdelana po vzoru ameriške strani Where's George?.
EuroBillTracker je mednarodna neprofitna organizacija, ki jo sestavlja svetovno občestvo. Stran je namenjana entuziastom, ki želijo spremljati pot bankovcev iz svoje denarnice po svetu. Vsak uporabnik, ki želi sodelovati v projektu, se mora pred uporabo strani na njej registrirati, nato pa lahko vpiše svoje bankovce. V posebne obrazce je potrebno vnesti kratko kodo, serijsko številko in nominacijo bankovca. Iz teh podatkov sistem vrne podatek o tiskarni in državi, ki je bankovec natisnila. Poleg tega se v obrazec vnesejo še podatki o tem, kje je bil bankovec pridobljen in morebitne opombe. V primeru, da je bil bankovec v sistem vpisan že pred tem, sistem vrne informacijo o tem, kje in kdaj je bil vpisan. V primeru, da bankovec kasneje vpiše drug uporabnik sistem avtomatsko pošlje informacijo o najdbi po elektronski pošti vsem predhodnim uporabnikom, ki so bankovec vpisali. 
Evro je bil v uporabo predan 1. januarja 2002, EBT pa je na ta dan že začel delovati. Stran je prvi izdelal Philippe Girolami (giro), od sredine leta 2003 pa z njim upravlja Anssi Johansson (avij). Prevod strani in veliko drugih nalog opravijo redni uporabniki strani.